# François Victor Masséna

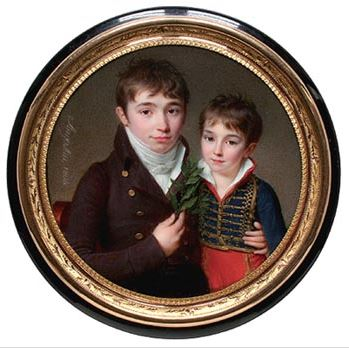
Jacques Prosper Masséna (1793–1821), 2. Fürst von Essling (links, 13 Jahre) und François Victor Masséna (1799–1863), 2. Herzog von Rivoli und 3. Fürst von Essling (rechts, 7 Jahre)

François Victor Masséna, 2. Herzog von Rivoli und 3. Fürst von Essling, (* 2. April 1799 in Antibes; † 16. April 1863 in Paris) war ein französischer Amateur-Ornithologe und Naturaliensammler.

## Leben und Wirken

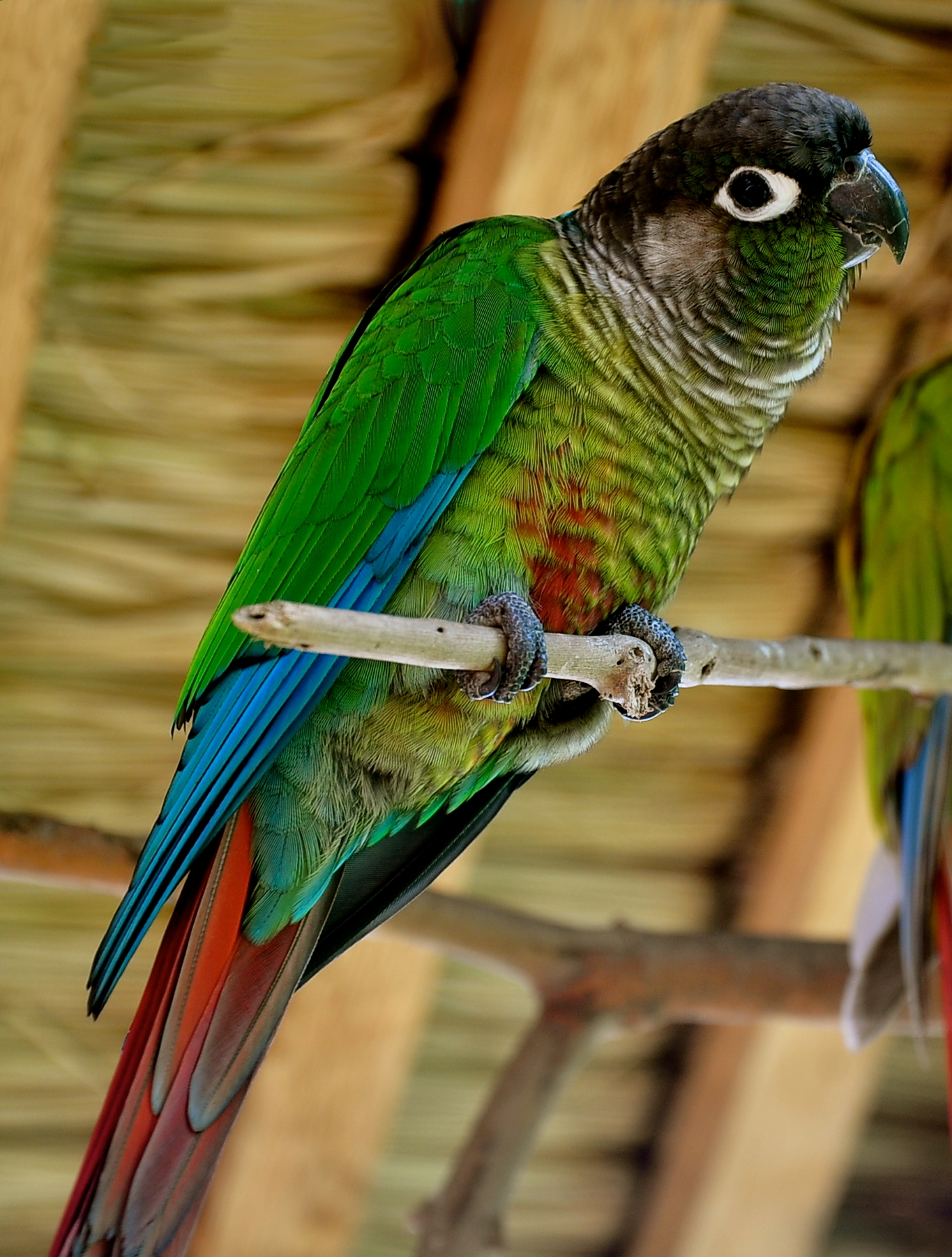
Grünwangen-Rotschwanzsittich (Molinasittich)

Masséna war der Sohn des Marschalls André Masséna. Sein Bruder Jacques Prosper (1793–1821) wurde als erstgeborener Sohn 2. Fürst von Essling, François Victor als zweitgeborener Sohn 2. Herzog von Rivoli. Nach dem frühen Tod seines Bruders ging auch der Titel 3. Fürst von Essling auf ihn über. Im Jahr 1822 kaufte er von Augustin Louis Talleyrand Périgord (1770–1832) das Château de la Ferté in der Gemeinde Saint-Ambreuil. Auf dem erworbenen Grundstück stand auch die Kapelle Notre-Dame. Im Jahr 1846 ließ Masséna den Eingang zur Kapelle vergittern und verweigerte der Öffentlichkeit den Zutritt. Die Priester hatten sofort auszuziehen. Es kam zum Streit und einer Klage vor Gericht. Während Masséna auf sein exklusives Eigentumsrecht verwies, bezog sich die Kirche Saint Michel auf das Patronatsrecht aus dem Jahre 1669, da die Kapelle integraler Bestandteil der Pfarrkirche wäre. Laut Beschluss des königlichen Gerichts von Orléans vom 16. März 1846 wurde der Antrag Massénas schließlich abgelehnt. In Saint-Ambreuil wurde die rue de Rivoli zu Ehren Massénas benannt.
Am 12. Dezember 1828 besuchte John James Audubon (1785–1851) den Prinzen und seine Frau, um sie für eine Vorbestellung seines Werkes Birds of America zu gewinnen. Nach einer kurzen Präsentation bestellte Masséna das Werk. Er nannte Audubon sechs bis acht weitere Namen in Paris, mit dem Hinweis, dass er wohl nicht viel mehr Abonnenten in der Stadt finden würde. Als Paul-Émile Botta (1802–1870) im Sommer 1829 von einer Reise aus Kalifornien nach Frankreich zurückkehrte, sicherte sich Masséna einige wichtige Bälge dieser Expedition. Die Erstbeschreibung der Typusexemplare überließ er René Primevère Lesson (1794–1849). So stammte u. a. der Wegekuckuck (Geococcyx californianus) (Lesson, 1829) und der Annakolibri (Calypte anna) (Lesson, 1829), eine Art, die zu Ehren von Massénas Frau benannt wurde, aus dem Museum Massénas und wurde von Botta gesammelt. Als 1838 die Société Cuvierienne gegründet wird, war er eines der 140 Gründungsmitglieder der Gesellschaft.
Im Zeitraum vom 25. April bis 14. Mai 1839 fand im Auktionshaus von Louis Catherine Silvestre (1792–1867) der Verkauf seiner Büchersammlung statt. Im Jahr 1846 erschien ein Katalog des Auktionators Émile Maciet, der den Verkauf seiner Vogelsammlung in seiner Galerie in der rue de Lille 98 vom 8. bis 25. Juni ankündigte. Die gesamte Sammlung wurde von Thomas Bellerby Wilson (1807–1865) für die Academy of Natural Sciences in Philadelphia aufgekauft. Wilson besuchte in der Zeit der Auktion seinen Bruder Edward Wilson (1808–1880) in London und kam über dessen Agentur in Kontakt mit bekannten Taxidermisten der Stadt. So erkundigte Wilson sich bei John Edward Gray über lohnende Objekte. Dieser empfahl ihm u. a. die Sammlung Massénas. Da Gray in dieser Zeit sowieso nach Paris reiste, erklärte er sich bereit, die Verhandlungen mit Masséna zu führen. Das Geschäft wurde ohne größere Verhandlungen innerhalb eines Tages abgeschlossen, und Gray kaufte die gesamte Vogel-Sammlung für 50.000 Francs. Da Gray noch etwas Zeit hatte, besuchte er anschließend seinen alten Freund Henri Marie Ducrotay de Blainville. Hier erfuhr er, dass die französische Regierung plante, die wertvolle Sammlung, die schon einige Zeit am Markt angeboten war, zu kaufen. Zu diesem Zeitpunkt war es bereits zu spät. Henry David Thoreau schrieb anlässlich eines Besuchs bei der Akademie am 21. November 1854 in seinem Journal zu diesem Geschäft:

„...wurde von einem Yankee...an allen gekrönten Häuptern Europas vorbei gekauft.“

Zusammen mit seinem Neffen Charles de Souancé beschrieb Masséna eine Reihe von Papageien, wie den Braunbrustsittich (Pyrrhura calliptera) (Massena & Souance, 1854), den Devillesittich (Pyrrhura devillei) (Massena & Souance, 1854), den Gelbohrsittich (Ognorhynchus icterotis) (Massena & Souance, 1854), den Greisenkopf-Papagei (Pionus seniloides) (Massena & Souance, 1854), den Molinasittich (Pyrrhura molinae) (Massena & Souance, 1854) und eine Unterart des Braunwangensittichs (Aratinga pertinax chrysogenys) (Massena & Souance, 1854), die neu für die Wissenschaft waren. Im Jahr 1856 publizierte de Sounacé in der Revue Et Magasin De Zoologie Pure Et Appliquée unter dem Titel Catalogue des perroquets de la collection du Prince Masséna, duc de Rivoli et observations sur quelques espèces nouvelles ou peu connues de Psittacidés einen aus mehreren Artikel bestehenden Katalog, der die Papageiensammlung von Masséna listete und auch neue Arten beinhaltete. Diese Sammlung wurde schließlich über den Naturalienhändler François Charles Émile Fauqueux-Parzudaki (1829–1899) in den Jahren 1859 und 1860 an das Natural History Museum in London verkauft.
Als Jean-Baptiste de Lamarck (1744–1829) verstarb, wurde zunächst seine Büchersammlung verkauft. Schließlich erwarb Masséna im Jahr 1831 die gesamte Molluskensammlung Lamarcks, um seine eigene Sammlung zu vervollständigen. Da Masséna nur an den prachtvollsten Stücken interessiert war, vermachte er den Rest dem Muséum national d’histoire naturelle. Darunter befanden sich 400 bis 500 Exponate von biogenen Sedimenten, Schwämmen und Moostierchen mit 451 unterschiedlichen Arten. Louis Charles Kiener (1799–1881) diente Masséna als Kurator für die Mollusken. Als sich Masséna nur noch der Ornithologie widmen wollte, bestand die Gefahr, dass die wertvolle Sammlung ins Ausland verkauft würde. So entschloss sich schließlich Jules Paul Benjamin Delessert, die umfangreiche Conchyliensammlung zu kaufen. Zu diesem Zeitpunkt bestand sie aus ca. 50.000 Exponaten und 13.288 Arten, von denen 1.243 noch nicht wissenschaftlich beschrieben waren. Über Delessert ging sie schließlich an das Naturkundemuseum Genf.
Am 23. April 1823 ehelichte Masséna Anna Masséna (1802–1887), Tochter von General Jean Francois Joseph Debelle und Hofdame der Kaiserin Eugénie. Mit ihr hatte er die Söhne André Prosper Victor (1829–1898), 4. Fürst von Essling, Victor (1836–1910) 3. Herzog von Rivoli und 5. Fürst von Essling, sowie die Töchter Baronin Françoise-Anne de Reille (1824–1902) und Marie Anne Victoire de Lescuyer d' Attainville (1826–1913). Der zweite Sohn sammelte wie der Vater leidenschaftlich Bücher.

## Dedikationsnamen

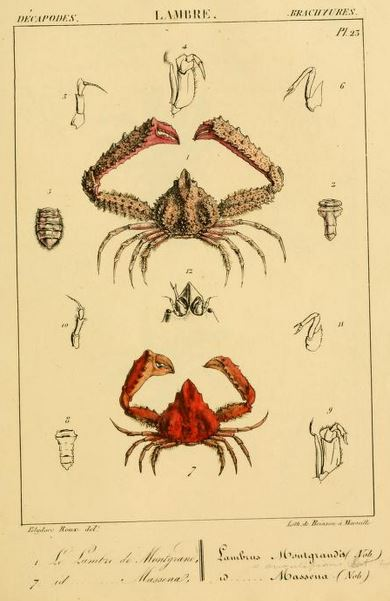
Derilambrus angulifrons (Latreille, 1825) & Parthenopoides massena (Roux, 1830) Lithografie von Jean Louis Florent Polydore Roux
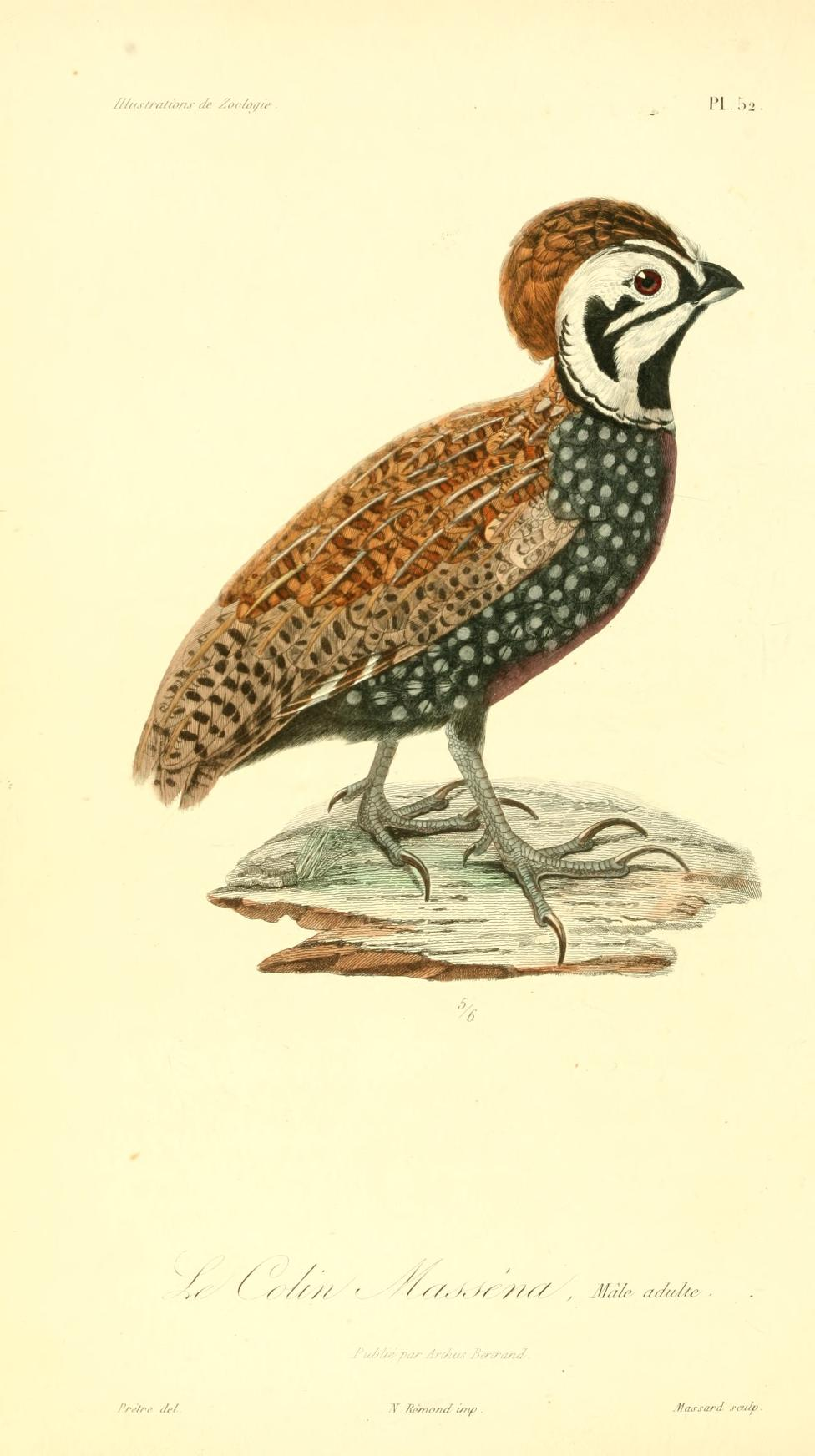
Ortyx massena Synonym für die Montezumawachtel oder auch Massena’s Partridge nach Lithografie von Jean-Gabriel Prêtre
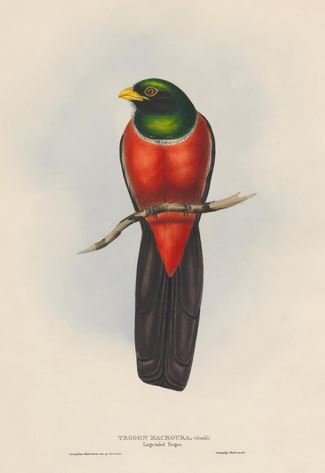
Schieferschwanztrogon (Trogon massena) gemalt von John Gould
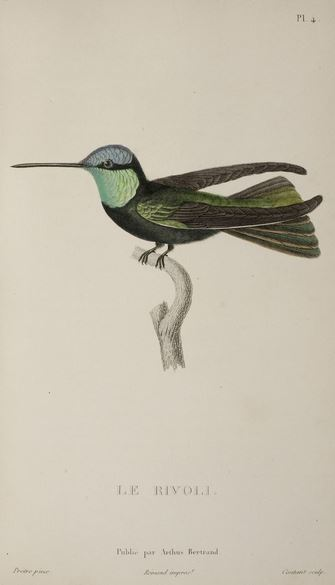
Ornismya Rivolii Synonym für den Violettkron-Brillantkolibri gemalt von Jean-Gabriel Prêtre
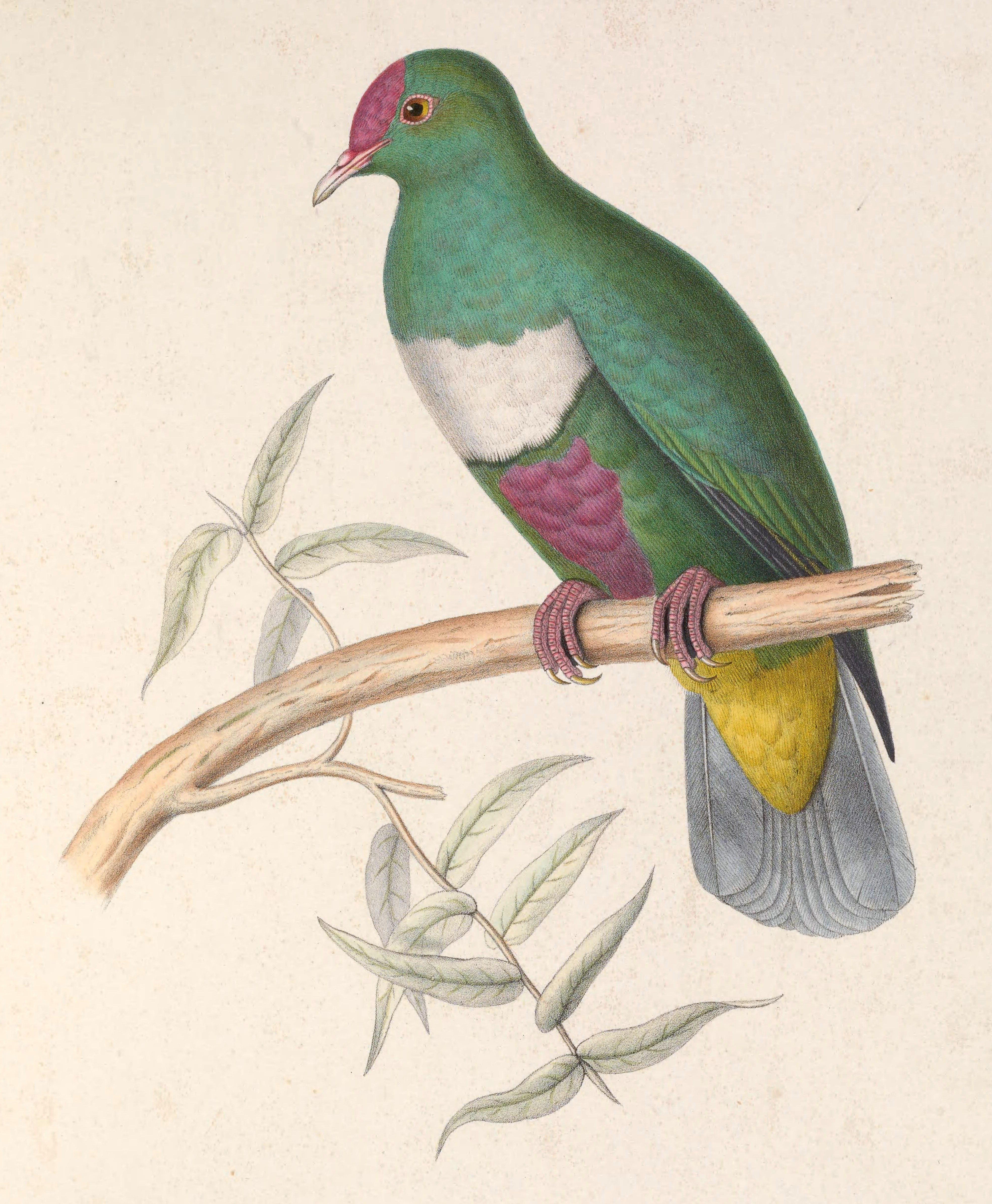
Korallenfruchttaube – Reproduktion des Originals von Antoinette Paulette Jacqueline Knip

John Gould widmete Masséna 1838 das Artepitheton des Schieferschwanztrogons (Trogon massena). Auguste Boissonneau beschrieb 1840 den Rotmantelspecht (Colaptes rivolii), den er Masséna, dem Besitzer einer der schönsten Vogelsammlungen und insbesondere von Spechten, widmete. Florent Prévost beschrieb 1843 die Korallenfruchttaube (Ptilinopus rivoli), die von Antoinette Paulette Jacqueline Knip illustriert wurde. Charles Lucien Jules Laurent Bonaparte benannte 1854 ihm zu Ehren eine Unterart des Allfarbloris (Trichoglossus haematodus massena), für den man auch den englischen Namen Massena’s Lory in der Literatur findet.
Außerdem widmete ihm Jean Louis Florent Polydore Roux (1792–1833) im Jahr 1830 den Namen der Krabbenart Parthenope massena, Joseph Antoine Risso (1777–1845) im Jahr 1826 den Namen der Hornschneckenart Cantharus massena und Achille Valenciennes (1794–1865) den Namen der Kleinen Bernstein-Stachelmakrele (Seriola rivoliana).
Da René Primevère Lesson 1929 das Synonym Ornismya Rivolii für den Violettkron-Brillantkolibri verwendete, findet sich in englischsprachiger Literatur auch der Name Rivoli’s Hummingbird. Auch für den Weißkopfpapagei (Pionus senilis) (Spix, 1824) findet man in englischer Literatur den Trivialnamen Massena’s Parrot, da Masséna selbst das Synonym Psittacus selinoides verwendete. Auch der Name Massena’s Partridge für die Montezumawachtel (Cyrtonyx montezumae) (Vigors, 1830) entwickelte sich aus dem Synonym Ortyx massena, ein Name, den Lesson 1831 verwendete.

## Schriften (Auswahl)
- mit Charles de Souancé: Description de quelques nouvelles espèces d’oiseaux de la famille de Psittacidés. In: Revue Et Magasin De Zoologie Pure Et Appliquée (= 2). Band 6, 1854, S. 71–74 (biodiversitylibrary.org [abgerufen am 25. Juni 2015]).